# Vincenzo Vela

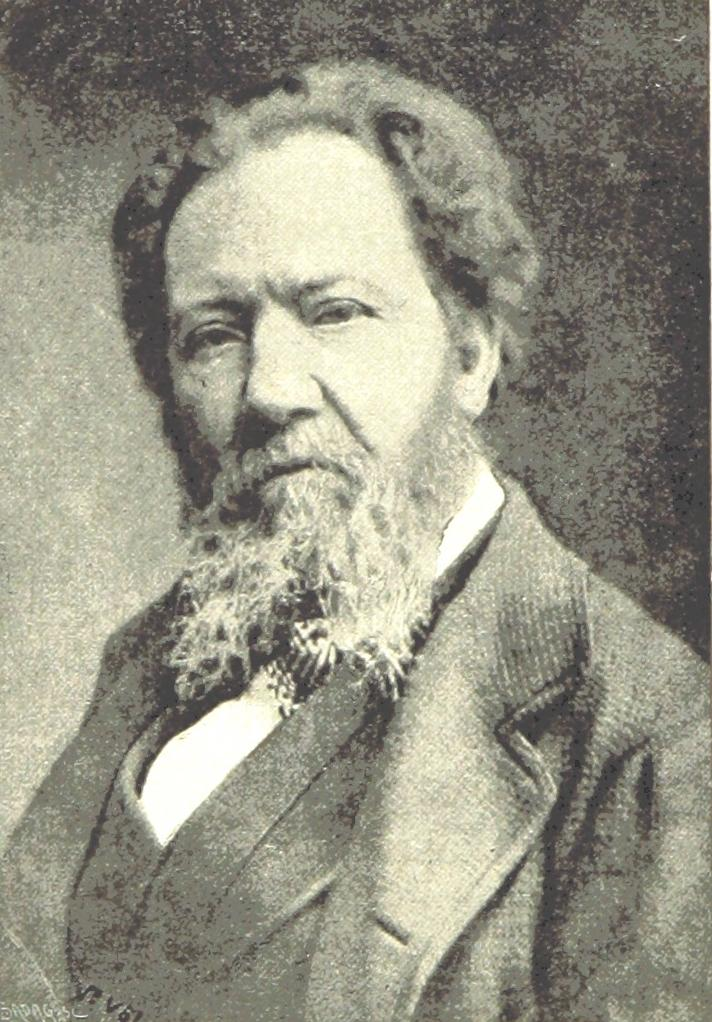
Vincenzo Vela

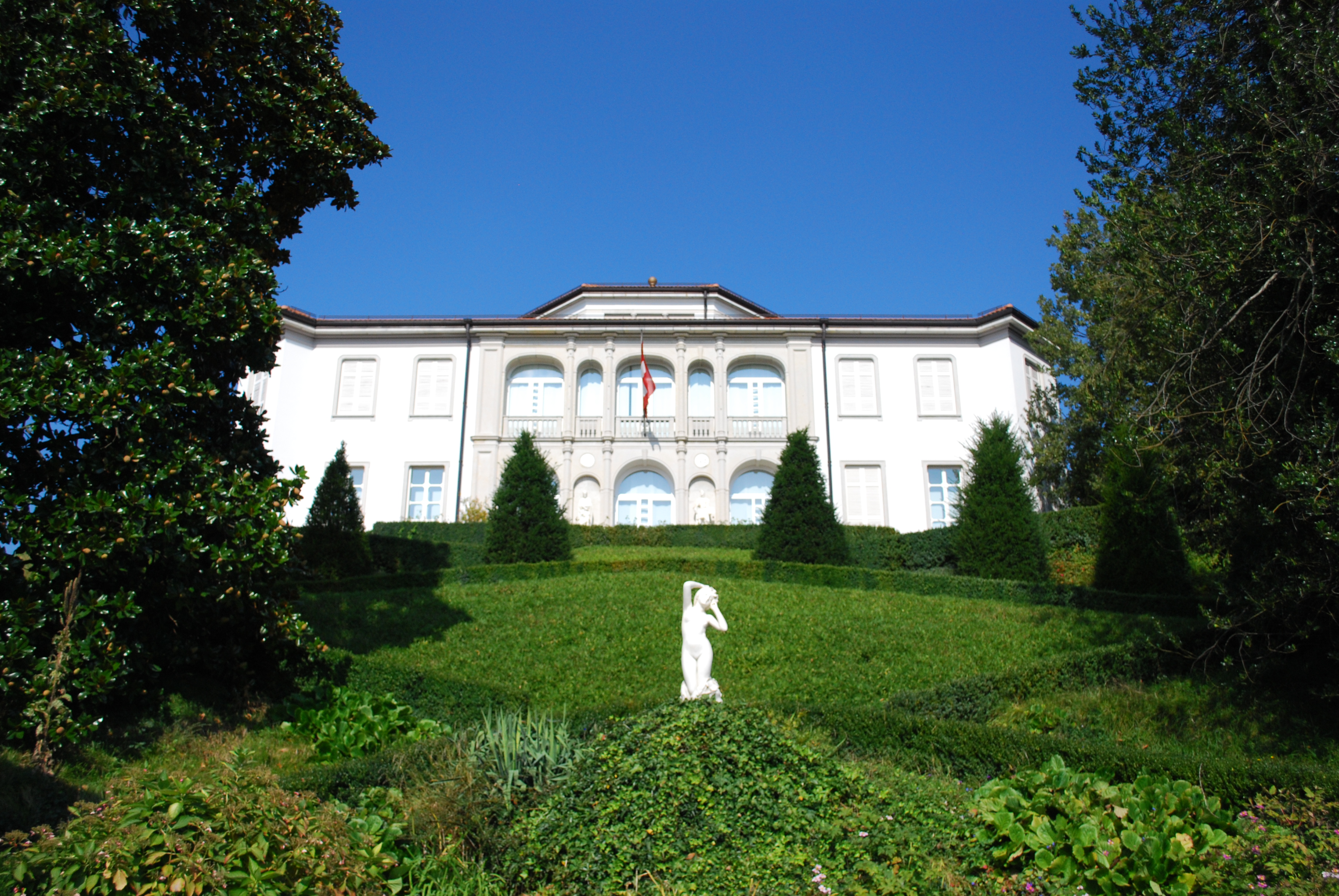
Vincenzo Velas Villa, das Museo Vela in Ligornetto

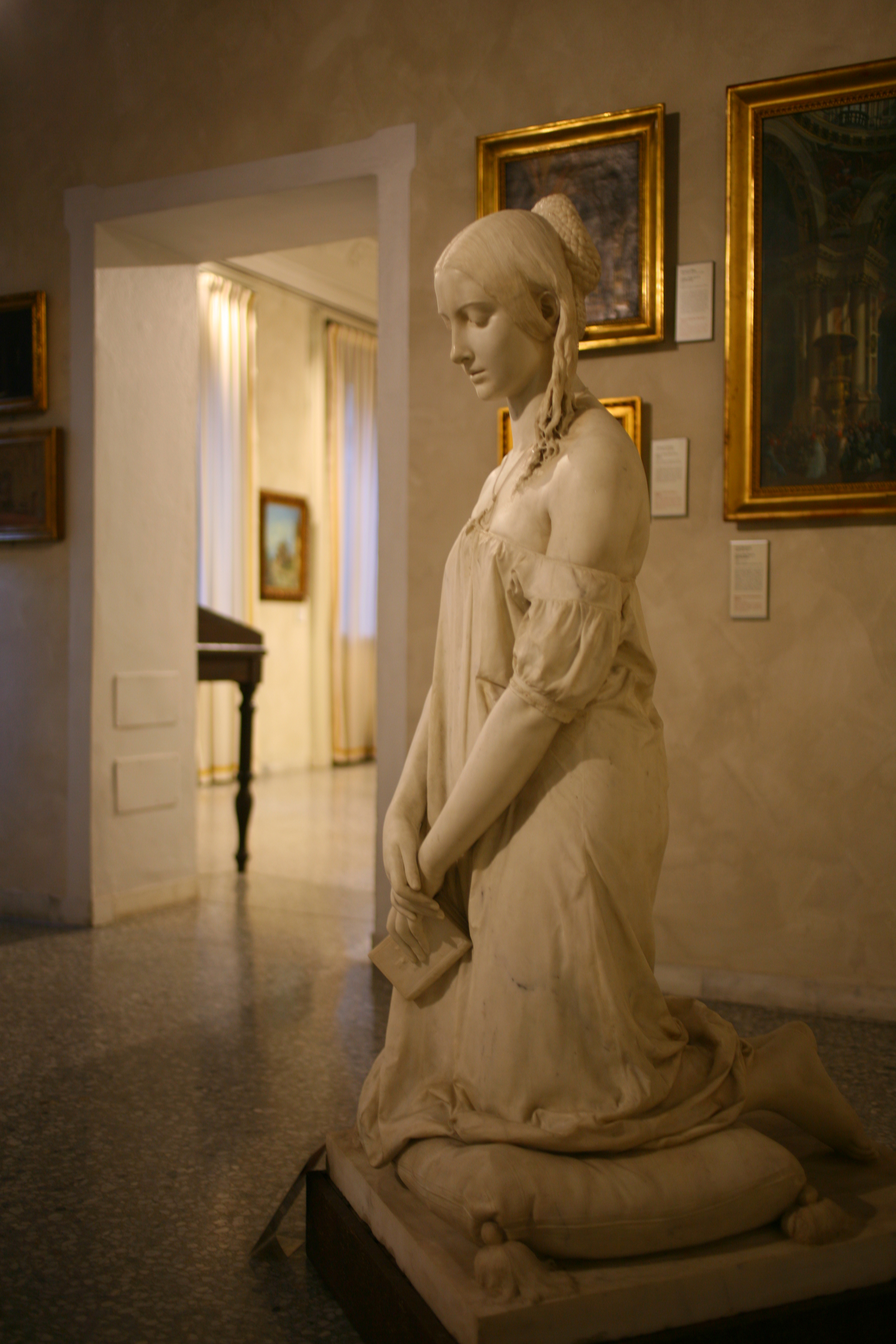
Das Morgengebet (1846, Palazzo Morando in Mailand)

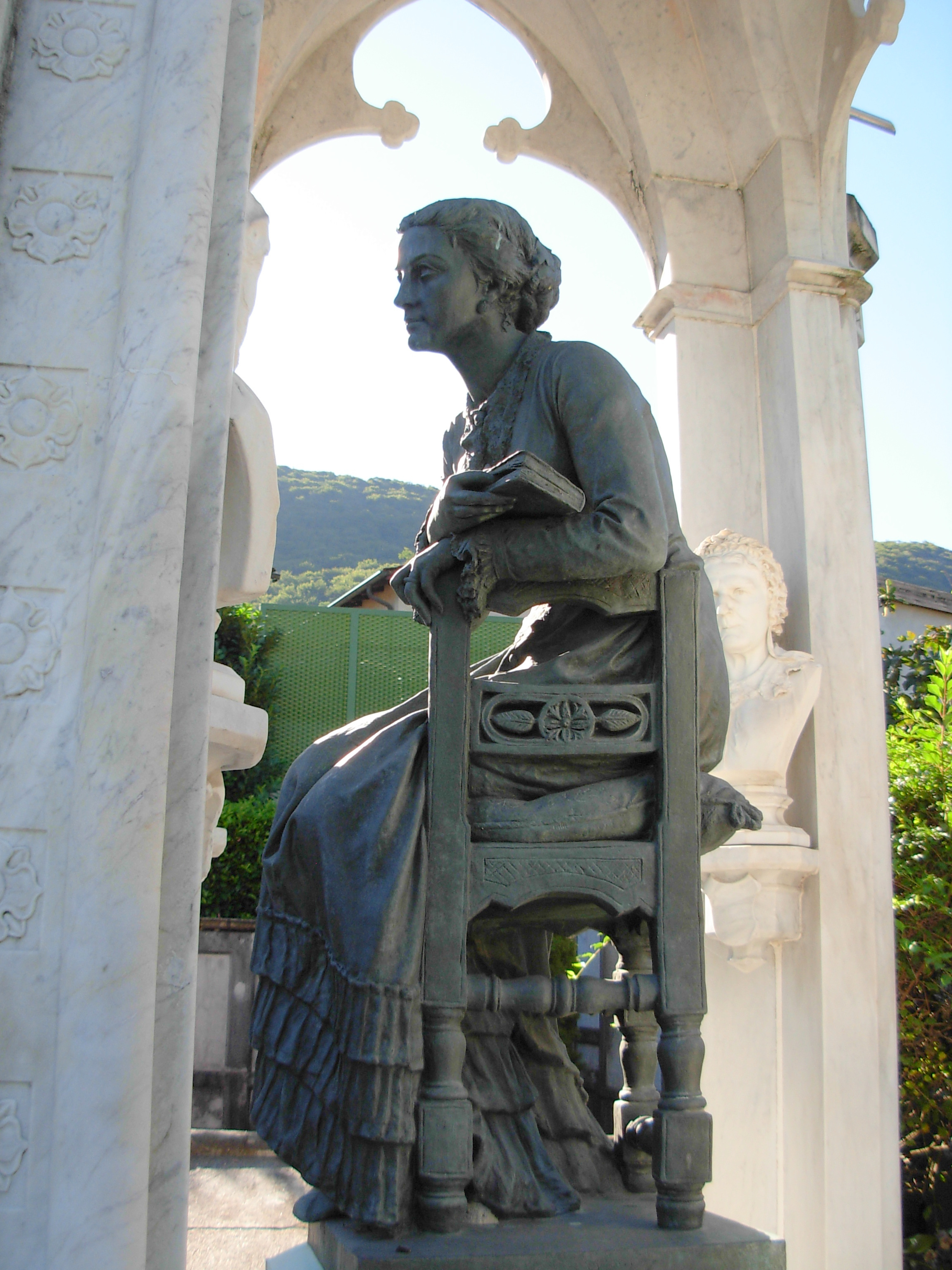
Statue La Meditazione, Grabmal der Familie De Martini in Grancia (Tessin)

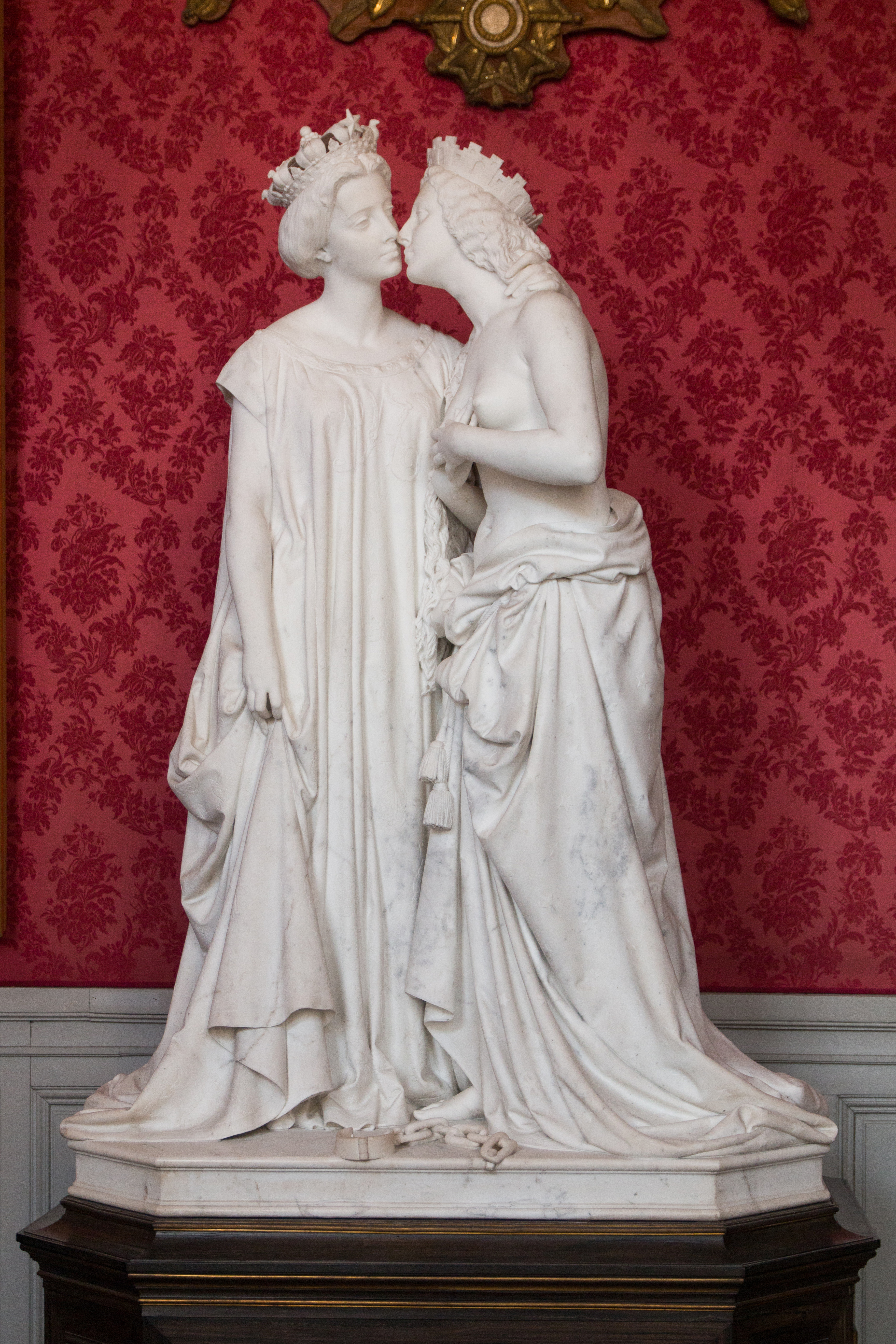
Italien dankt Frankreich (1862, Schloss Compiègne)

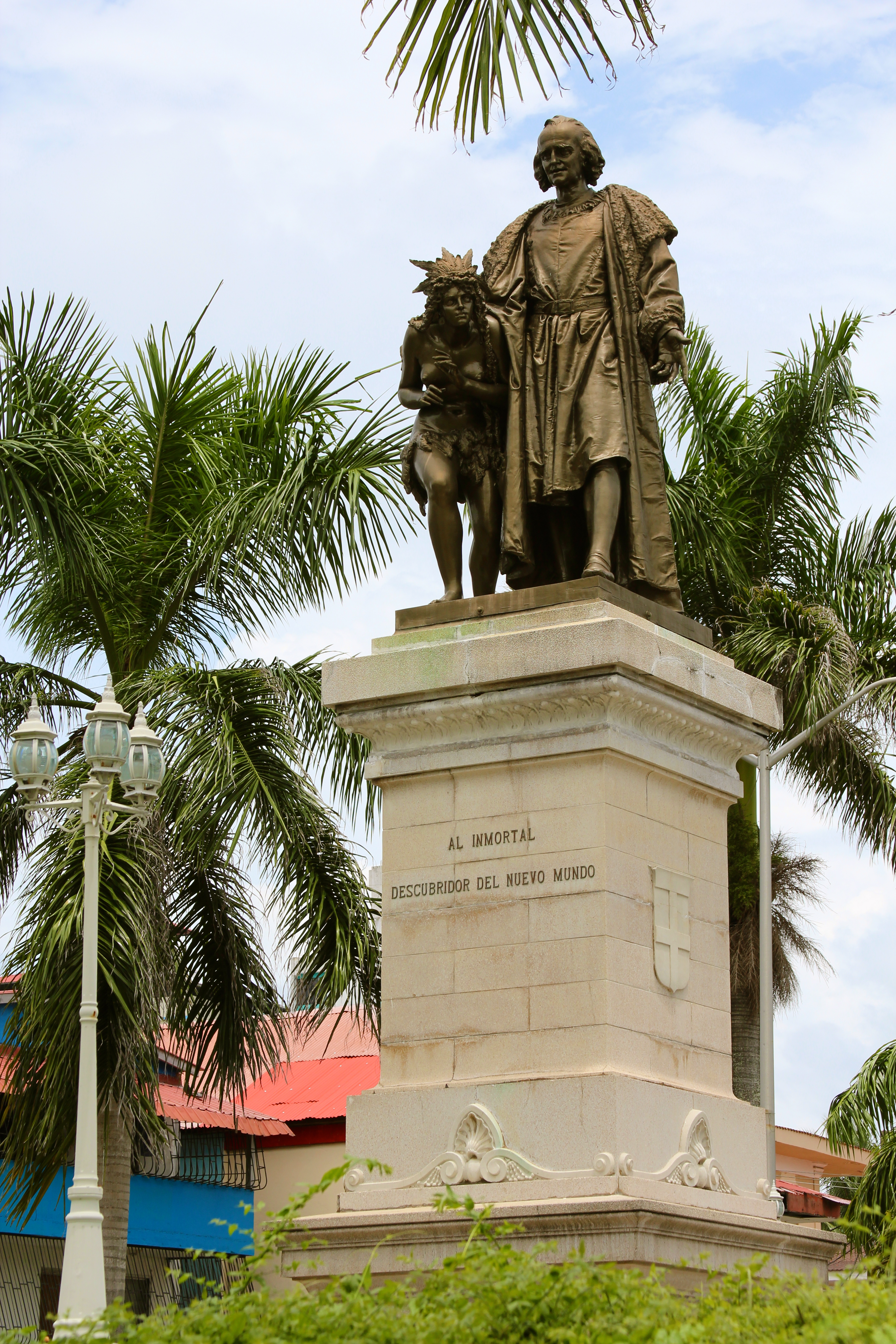
Kolumbus-Denkmal, Colón, Panama

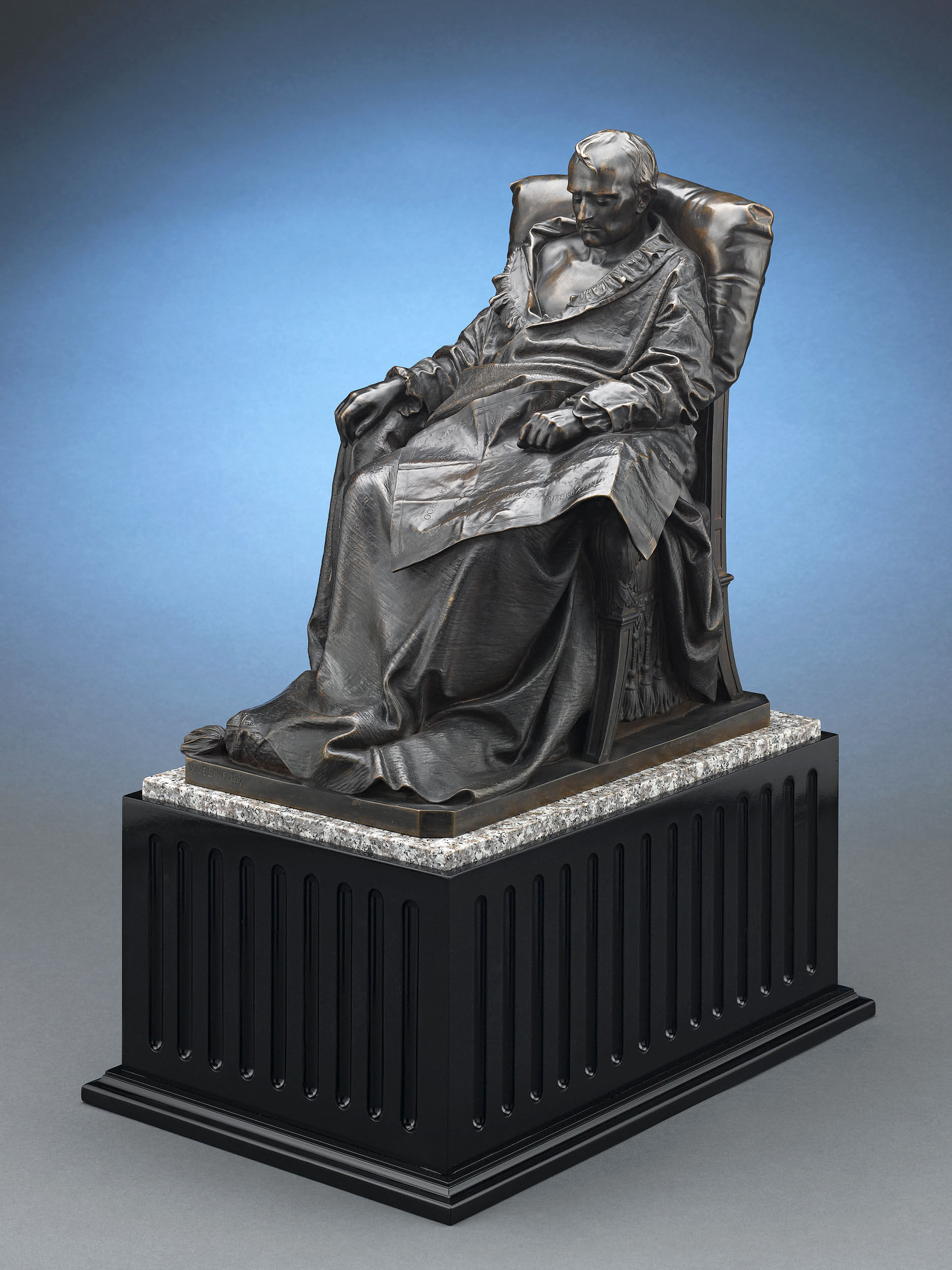
Die letzten Tage Napoleons I., ca. 1867

Vincenzo Vela (* 3. Mai 1820 in Ligornetto, Kanton Tessin; † 3. Oktober 1891 ebenda) war ein Schweizer Bildhauer des 19. Jahrhunderts und ein Hauptvertreter des Verismus.

## Leben und Wirken

### Kindheit und Ausbildung 1820–1844
Vincenzo Vela wurde als Sohn des Bauern Giuseppe Vela und der Wirtin Teresa geb. Casanova als jüngstes von sechs Kindern geboren. Wie seine beiden älteren Brüder Giovanni und Lorenzo erlernte er mit neun Jahren das Steinmetzhandwerk in den Steinbrüchen von Besazio. Sein Bruder Lorenzo Vela (1812–1897), der an der Accademia di Brera studierte, erkannte sein Talent und holte ihn 1834 nach Mailand. Vela setzte dort seine Lehre als Steinmetz an der Dombauhütte fort und arbeitete als Zeichner für einen Goldschmied.
Parallel dazu studierte er ab 1835 an der Accademia di Brera bei Ferdinando Albertolli, Francesco Durelli, Luigi Sabbatelli, Pompeo Marchesi und Benedetto Cacciatori, in dessen Atelier er auch mitarbeitete. Unter seinen Studienkollegen waren Giuseppe Bertini, Giovanni Strazza und Pietro Magni. Sein künstlerischer Stil wandelte sich unter dem Eindruck der Werke von Francesco Hayez und Lorenzo Bartolini zum ausgeprägten Realismus. An der Akademie gewann er mehrere Preise; sein Relief Auferweckung der Tochter des Jaïrus durch Christus wurde 1842 von der Accademia di belle arti di Venezia mit einer Goldmedaille ausgezeichnet. Dieser Erfolg machte ihn bekannt und verschaffte ihm viele Aufträge, sodass er sich nach Beendigung seines Studiums 1844 selbständig machte.

### Mailand 1844–1852
Sein Standbild von Bischof Giuseppe Maria Luvini fand grossen Anklang und Bewunderung, sowohl in Künstlerkreisen als auch in Kreisen der Aristokratie und des Mailänder Bürgertums. Es folgten Aufträge für verschiedene Skulpturen und Grabmäler, die auch der Friedhofskunst wegweisende formale Innovationen brachten. Für Herzog Giulio Litta schuf er die Genreskulptur Das Morgengebet (1846), deren innovativer Stil bewundert wurde. Mit ausgeprägtem Naturalismus, grosser Raffinesse in der Porträtwiedergabe und Weichheit der Modellierung verband Vela bewährte Kompositionsmuster und alte Bildtraditionen mit zeitgenössischen Inhalten.
Vela war überzeugter Republikaner. Nach einem mehrwöchigen Studienaufenthalt in Rom kämpfte er 1847 freiwillig auf der Seite der eidgenössischen Truppen unter Guillaume-Henri Dufour (den er 1849 auch porträtierte) im schweizerischen Sonderbundskrieg. 1848 beteiligte er sich unter Antonio Arcioni auf der republikanischen Seite im Ersten Italienischen Unabhängigkeitskrieg der Lombardei gegen Österreich und am Aufstand in Como. Anschliessend kehrte er nach Mailand zurück.
Im Auftrag des Herzogs Antonio Litta entstand die überlebensgrosse Marmorskulptur des Sklaven Spartacus, der seine Ketten sprengt – ein Werk, das wegen seiner künstlerischen Qualität und auch als patriotisches Symbol auf der Jahresausstellung in Brera und der Weltausstellung in London 1851 Furore machte. Vela wurde durch seinen Stil der Darstellung zum Hauptvertreter der Bildhauer des Realismus und zugleich zum Träger der Ideale der italienischen Risorgimento-Bewegung.
1852 wurde Vela zum Mitglied der Accademia di Brera ernannt. Nachdem er die Ernennungsurkunde – vermutlich aus politischen Motiven, da auch hochrangigen Mitgliedern der österreichischen Aristokratie Ehrenmitgliedschaften angeboten wurden – zurückgegeben hatte, wurde dies von der Obrigkeit als Provokation interpretiert und Vela infolgedessen als «unerwünschter Ausländer» aus dem österreichischen Königreich Lombardo-Venetien ausgewiesen. Er ging daraufhin im Juli 1852 zunächst für kurze Zeit zurück nach Ligornetto.

### 1853–1867 Turin
Vela liess sich im Februar 1853 in Turin nieder und heiratete im selben Jahr Sabina Dragoni, die ihm bereits in seiner Jugend im Atelier von Benedetto Cacciatori begegnet war, wo sie Modell stand. Um seine zahlreichen Aufträge bewältigen zu können, betrieb er gleichzeitig drei Werkstätten mit mehreren Mitarbeitern. In Turin war er hoch angesehen, verkehrte in den oberen gesellschaftlichen Kreisen und am Hof des Königs Viktor Emanuel II. 1856 wurde er zum Professor für Bildhauerei an der Accademia Albertina ernannt.
Zu den zahlreichen Werken Velas aus den 1850er Jahren gehören das Standbild von König Viktor Emanuel II., das Bildnis der jungen Gräfin Leopoldina d’Adda mit Hund, das Monument Bannerträger zum Gedenken an die Truppen des sardischen Heeres (vor dem Palazzo Madama) und das Tell-Denkmal in Lugano sowie zahlreiche Denkmäler für bekannte Persönlichkeiten wie zum Beispiel für Cesare Balbo (1856), Gabrio Piola (1857), Tommaso Grossi (1858) und Stefano Franscini (1860). Hinzu kamen verschiedene Grabskulpturen wie Die trauernde Harmonie für das Grabmal Gaetano Donizettis, das Grabmal für Antonio Rosmini sowie unter anderem für die Turiner Familien Calosso, Prever und Palestrini. Aufträge erhielt er ausserdem unter anderem aus Madrid, Lissabon, St. Petersburg, Konstantinopel und den USA.
Vela stellte regelmässig beim Salon de Paris aus. Für seine dort 1863 gezeigte Allegorie Italien dankt Frankreich wurde er 1864 zum Ritter der Ehrenlegion ernannt. Auf die Bestellung von Kaiserin Eugénie schuf er das Kolumbus-Denkmal (1867) für Colón. Die Skulptur Die letzten Augenblicke Napoleons I. wurde 1867 bei der Pariser Weltausstellung 1867 gezeigt und von Napoleon III. erworben. Vela erhielt dafür eine Medaille erster Klasse und wurde zum Offizier der Ehrenlegion befördert.

### 1867–1891 Ligornetto
1867 gab er seine Lehrtätigkeit an der Accademia Albertina auf und kehrte nach Ligornetto zurück. Dort hatte er zuvor eine Villa erbauen lassen, die zugleich als Wohnsitz, Atelier sowie als Privatmuseum diente, das er 1880 der Öffentlichkeit zugänglich machte. Seine Pläne, im Tessin eine Kunstschule zu errichten – möglicherweise sogar im Anschluss an sein Museum –, scheiterten an mangelnder Unterstützung durch die Behörden.
Vela nahm Aufträge für Porträts und Grabdenkmäler an, bisweilen auch für im Massstab reduzierte Reproduktionen seiner bekanntesten Werke. Den Ecce Homo schuf er für die Cappella Giulini della Porta in Usmate Velate. Eine Kopie davon befindet sich auf Vincenzo Velas Grab in Ligornetto.
1873 wurde er von der Stadt Genf mit der Aufgabe betraut, das Mausoleum für Herzog Karl II. von Braunschweig zu errichten, der im Genfer Exil gestorben war. Da es nicht zu einem Konsens bezüglich des künstlerischen Stils kam, kündigte Vela den Vertrag.
Als politisch engagierter Mensch war Vela von 1877 bis 1881 Mitglied des Grossen Rates des Kantons Tessin. Ab 1881 war er beratendes Mitglied der Kantonskommission für Bildung und setzte sich in diesem Rahmen für die Armen sowie die öffentliche Bildung ein. Nach dem Tessiner Putsch 1890 reiste er nach Zürich, um sich für den Freispruch der Angeklagten einzusetzen.
Ein Beispiel für Velas soziales Engagement ist das monumentale Hochrelief Opfer der Arbeit (1882), das er aus eigenem Antrieb und ohne Bezahlung fertigte – als Tribut an die namenlosen Bergleute, die während der Bauarbeiten des Gotthard-Eisenbahntunnels verunglückten. Das Werk wurde 1883 auf der ersten Schweizerischen Landesausstellung in Zürich präsentiert. Postum entstandene Versionen des Werkes in Bronze befinden sich in Rom (Galleria d’Arte Moderna, Palazzo dell’Inail) und in Airolo (Bahnhof, 1932).
Im Auftrag der Stadt Como entstand 1888–89 sein letztes öffentliches Werk, das fast vier Meter hohe Standbild zu Ehren von Giuseppe Garibaldi und der «Tage von Como» im Jahr 1848. Hierfür entwickelte er in kolossalen Dimensionen eine Modellierung, die für eine Umsetzung in Bronze gedacht war – eine Technik, in der er schon beim Grabmal der Maria Demartini Scala und beim Denkmal für Agostino Bertani gearbeitet hatte.
Vela wurden zahlreiche Ehrungen und Würdigungen seines Werkes zuteil. Er nahm an bedeutenden internationalen Ausstellungen teil wie beispielsweise mehrfach an den Pariser Weltausstellungen sowie den Weltausstellungen in London 1862 und in Dublin 1865. 1882 wurde er als auswärtiges Mitglied in die Académie des Beaux-Arts aufgenommen.
Vincenzo Vela starb am 3. Oktober 1891 nach kurzer Krankheit, seine Frau im Jahr 1892. Sein einziger Sohn, der Maler Spartaco Vela (1854–1895), vermachte gemäss dem Willen seines Vaters das Künstlerhaus-Museum mit allen darin erhaltenen Werken der Schweizerischen Eidgenossenschaft unter der Bedingung, es als Museum oder Bildungsanstalt für die Öffentlichkeit zugänglich zu erhalten.

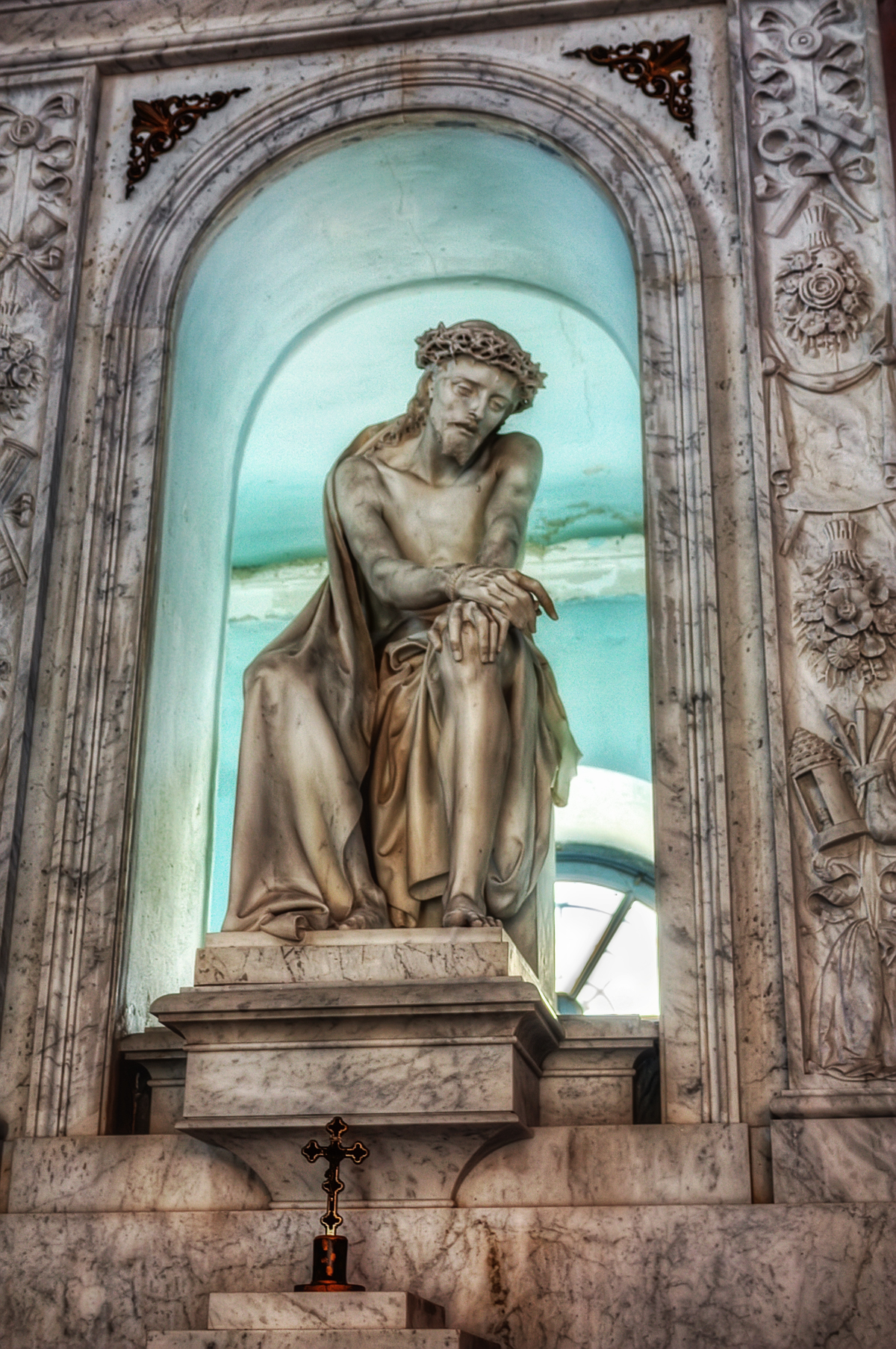
Ecce Homo, 1868, Kapelle Giulini della Porta

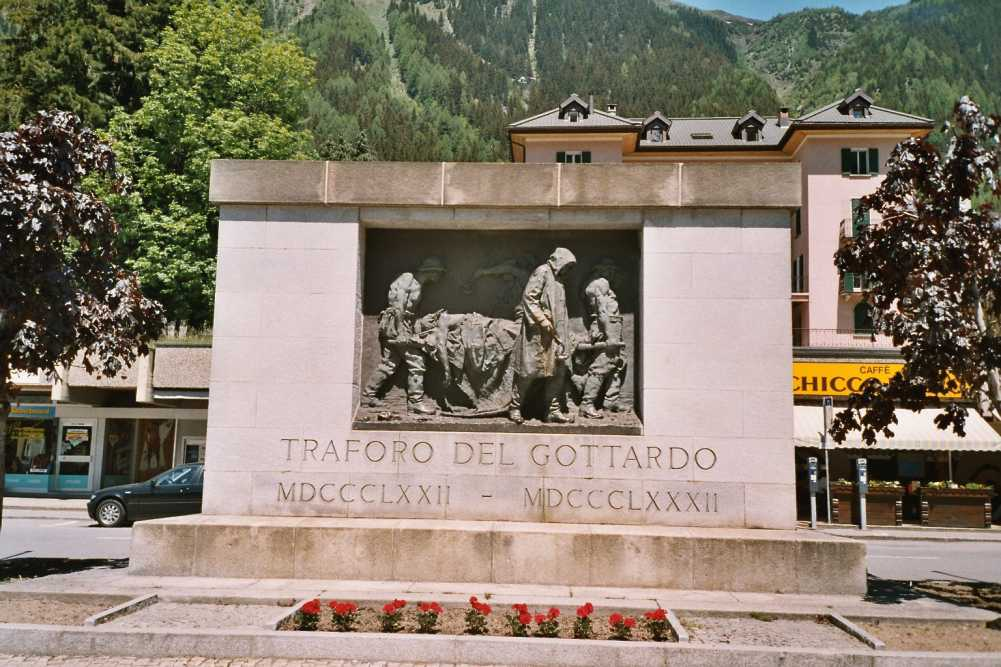
Denkmal für die Opfer des Gotthardtunnelbaus am Bahnhof von Airolo

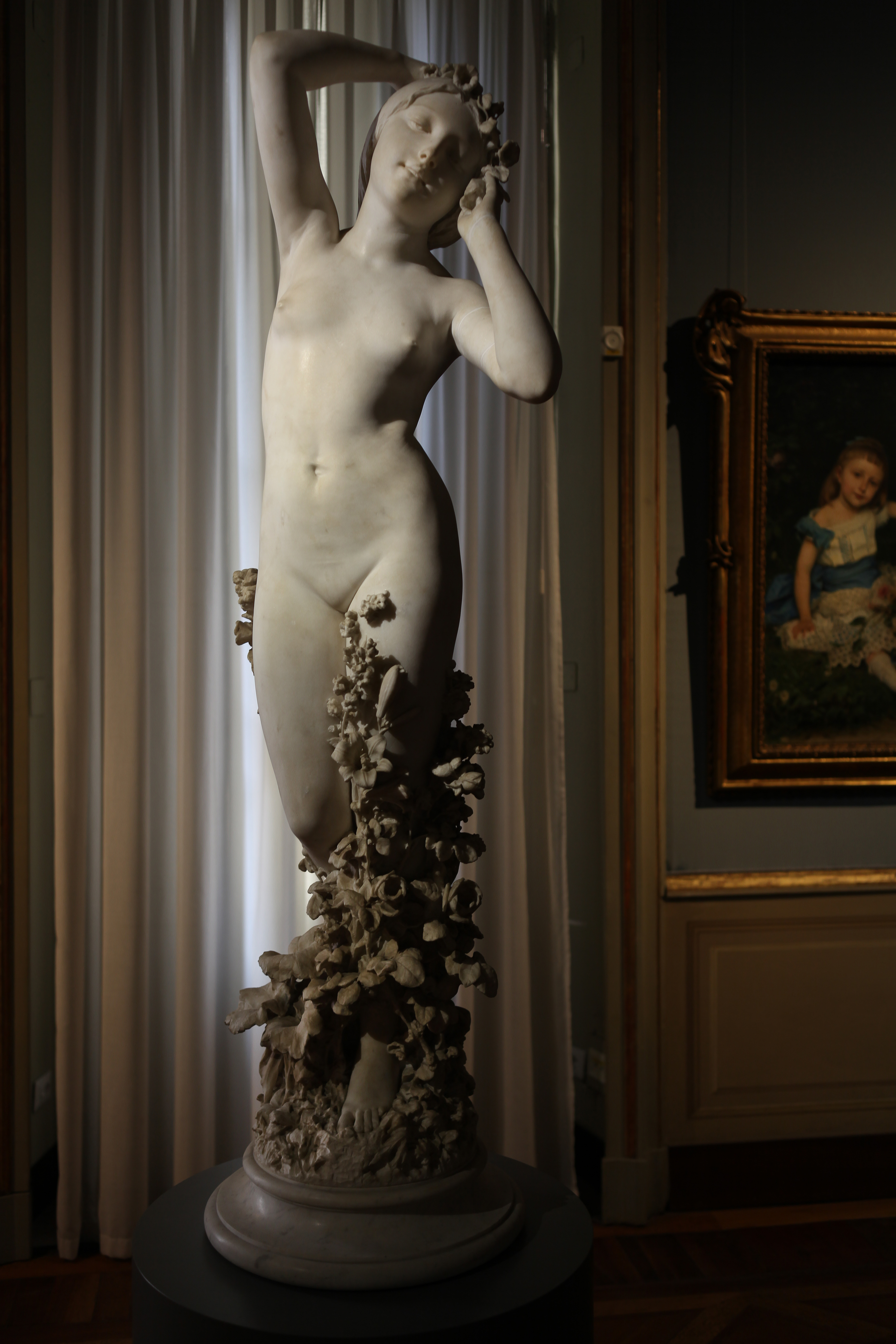
Flora, 1882, Mailand

## Werke (Auswahl)
- 1839: Auferweckung der Tochter des Jaïrus durch Christus
- 1845: Standbild von Giuseppe Maria Bischof Luvini, Rathaus von Lugano
- 1845: Grabmal von Maddalena Adami-Bozzi, Friedhof von Pavia
- 1846: Grabmal von Cecilia Rusca, Friedhof von Locarno
- 1846: Das Morgengebet für Herzog Giulio Litta
- 1850: Spartakus für Herzog Antonio Litta
- 1852: Maria Isimbardi d’Adda auf dem Totenbett, Kapelle der Adda, Villa Borromeo d’Adda, Arcore
- 1853: Die Schmerzensreiche, Kapelle der Adda, Villa Borromeo d’Adda, Arcore
- 1854: Bildnis der jungen Gräfin Leopoldina d’Adda mit Hund
- 1854: Grabskulptur Die Hoffnung, Grab Prever, Turin
- 1855: Die Ergebung, Grab Loschi-Dal Verme, Vicenza
- 1855: Die trauernde Harmonie, Grabmal für Gaetano Donizetti in der Kirche Santa Maria Maggiore, Bergamo
- 1855: Standbild Joachim Murat, 1864 errichtet auf dem Grab von Letizia Murat, Cimitero Monumentale della Certosa di Bologna
- 1856: Telldenkmal in Lugano
- 1858: Grabmal für Antonio Rosmini, Chiesa del Santissimo Crocifisso in Stresa
- 1859: Bannerträger, Palazzo Madama, Turin
- 1862: Italien dankt Frankreich (L’Italia riconoscente alla Francia), Schloss Compiègne
- 1863: Standbild des Camillo Benso Graf von Cavour, Genua (1942 zerstört)
- 1865: Standbild Viktor Emanuell II., Vorhalle des Palazzo Civico, Turin
- 1866: Die letzten Augenblicke Napoleons I., Versailles
- 1867: Kolumbus-Denkmal, Colón, Panama
- 1868: Ecce Homo, Cappella Giulini della Porta, Usmate Velate (Kopie auf dem Grab von Vincenzo Vela in Ligornetto)
- 1868: Grabmal von Marie-Louise Joséphine Dufresne, Tour-en-Faucigny
- 1874: Grabmal von Gräfin Maria Beatrice Giulini della Porta, Usmate-Velate
- 1882: Grabmal von Maria Demartini Scala, Grancia
- 1882: Die Opfer der Arbeit / Vittime del lavoro, Denkmal für die Opfer des Gotthardtunnelbaus
- 1887: Denkmal von Agostino Bertani, Mailand
- 1889: Standbild Giuseppe Garibaldi, Piazza della Vittoria, Como
- 1890: Grabmal von Herzog Ludovico Melzi d’Eril, Bellagio

## Auszeichnungen
- 1854: Ernennung zum Cavaliere dell’Ordine dei Santi Maurizio e Lazzaro[2]
- 1864: Ernennung zum Chevalier de la Légion dʼhonneur
- 1867: Ernennung zum Officier de la Légion d’Honneur[7]

## Velas Grab in Ligornetto
Auf dem Friedhof von Ligornetto steht das 1893 von Augusto Guidini erbaute Mausoleum. Es zeigt Vela auf einem Trauerbett, darüber eine Kopie seines für die Cappella Giulini della Porta geschaffenen Ecce Homo. Daneben zeigt ein Stillleben in Bronze Karabiner, Hammer, Meissel und Orden: die Attribute des gefeierten Republikaners und Bildhauers.

## Museo Vela in Ligornetto
Gemäss dem Testament Velas wurde 1898 in seiner Villa das Museo Vela (seit 2014 Museo Vincenzo Vela) eröffnet. Die in der Sammlung enthaltenen originalen Gipsmodelle, Entwürfe in Ton, Zeichnungen, Projekte und Fotografien ermöglichen eine detaillierte Auseinandersetzung mit den künstlerischen, politischen und funktionellen Absichten des Bildhauers und bieten zugleich einen vielschichtigen Einblick in die Epoche, in der die Fundamente für die freien Demokratien des Westens gelegt wurden. Im Museum befinden sich ausserdem der Nachlass von Lorenzo Vela und Spartaco Vela sowie u. a. Gemälde lombardischer und piemontesischer Künstler des 19. Jahrhunderts.